# Guayaquila contorta
Guayaquila contorta är en insektsart som beskrevs av Dietrich. Guayaquila contorta ingår i släktet Guayaquila och familjen hornstritar. Inga underarter finns listade i Catalogue of Life.